# Brigitta-Spital

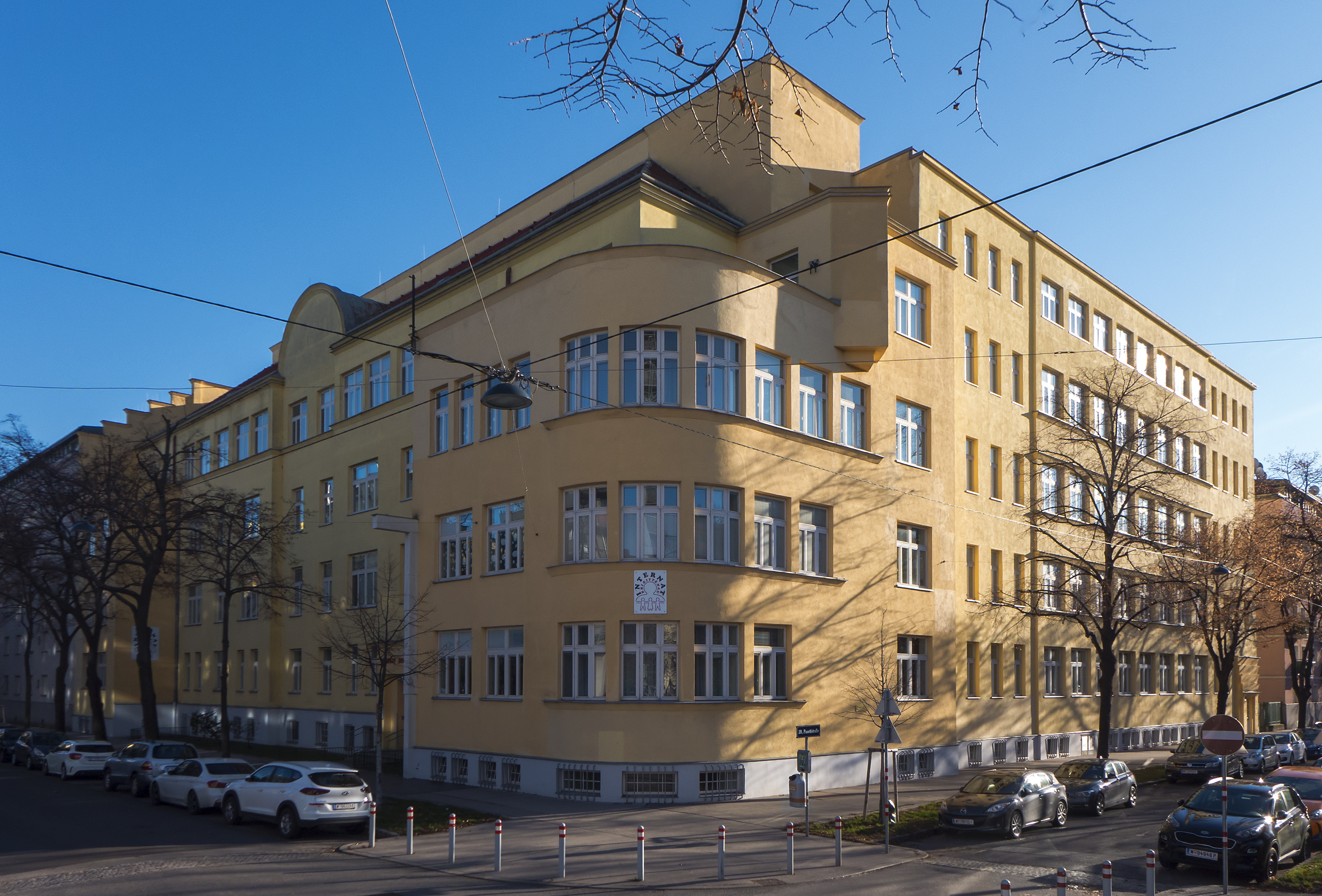
Ehemaliges Brigitta-Spital in Wien-Brigittenau

Das Brigitta-Spital war ein Entbindungsheim in der Stromstraße 34 im 20. Wiener Gemeindebezirk Brigittenau. Heute dient das Gebäude einem Schülerheim.

## Geschichte
Das 1914 vom privaten „Verein zur Begründung und Errichtung eines Spitals im 20. Wiener Gemeindebezirk“ auf einem Grundstück der Gemeinde Wien errichtete Entbindungsheim mit ursprünglich 37 Betten wurde wegen wirtschaftlicher Schwierigkeiten am 1. Juni 1924 von der Gemeinde Wien übernommen und nach einem Gemeinderatsbeschluss vom 11. November 1924 nach Plänen von Josef Joachim Mayer großzügig ausgebaut. Die Bettenkapazität wurde auf 123 erhöht und ein Ambulatorium sowie eine Mutterberatungsstelle eingerichtet. Am 18. Oktober 1926 wurde das Brigitta-Spital als geburtshilflich-gynäkologisches „Entbindungsheim der Stadt Wien-Brigittenau“ wieder eröffnet.
Die Finanzierung der von Julius Tandler ins Leben gerufenen neuen Sozialeinrichtungen in Wien erfolgte durch eine erst zwei- und später vierprozentige Fürsorgeabgabe. Wie der Finanzstadtrat Hugo Breitner erklärte, wurde das Brigitta-Spital von den Mitteln der Fürsorgeabgabe erhalten, die von den Stundenhotels Wiens eingehoben wurden.
Die am 17. März 1930 hier geborene Gertraue Marianne Münzel wurde unter dem Namen Traudl Stark ein Kinderstar des deutschen Films. Kurz nach ihr, am 16. Mai 1930 wurde in diesem Spital der Pianist Friedrich Gulda geboren. Hannes Androsch erblickte am 18. April 1938 hier das Licht der Welt.
Nach dem „Anschluss“ Österreichs an das NS-Deutschland wurde die Ehefrau von Konrad Lorenz, Margarethe Lorenz, kommissarische Leiterin der Kinderabteilung. Während des Zweiten Weltkriegs wurde das Brigitta-Spital von Bomben stark beschädigt und anschließend von den sowjetischen Besatzern für eigene Zwecke requiriert und als eines der letzten beschlagnahmten Objekte erst 1955 geräumt.
Danach stand das Gebäude leer, bis es Flüchtlingen des ungarischen Volksaufstands im Jahr 1956 als Flüchtlingslager diente. Da nach der Räumung des ehemaligen Brigitta-Spitals kein Bedarf an zusätzlichen Bettenkapazitäten für geburtshilfliche Einrichtungen bestand, wurde das Bauwerk nicht mehr seiner ursprünglichen Verwendung zugeführt. Im März 1958 fasste der Wiener Gemeinderat den Beschluss, das an den Winarskyhof – einen Wiener Gemeindebau – angrenzende Gebäude entsprechend einem Vorschlag des damaligen Stadtschulratspräsidenten Leopold Zechner in ein Schülerheim für 175 Schüler und Schülerinnen umzubauen. Das am 9. Oktober 1959 von Bürgermeister Franz Jonas eröffnete Internat war das erste in Österreich, in dem Buben und Mädchen sowie körperbehinderte Kinder und Jugendliche gemeinsam in einem Gebäude betreut wurden.